# Macrosiphoniella saussureae
Macrosiphoniella saussureae är en insektsart. Macrosiphoniella saussureae ingår i släktet Macrosiphoniella och familjen långrörsbladlöss. Inga underarter finns listade i Catalogue of Life.